# Paso Tamar (Malvinas)
El paso Tamar es un estrecho del sector norte del archipiélago de las Malvinas, que según la Organización de las Naciones Unidas (ONU), está en litigio de soberanía entre el Reino Unido, quien lo administra como parte del territorio británico de ultramar de las Malvinas, y la Argentina, quien reclama su devolución, y la integra en el departamento Islas del Atlántico Sur de la provincia de Tierra del Fuego, Antártida e Islas del Atlántico Sur.  
Este paso separa el punto más oriental de la isla de Borbón del punto más boreal de la isla Gran Malvina que es la punta Tamar, conectando las aguas de la ensenada del Norte con el seno de Borbón. Los vientos y corrientes marinas de direcciones contrarias suelen causar dificultades para la navegación por este paso, en especial para las embarcaciones pequeñas.